# Nižná Voľa
Nižná Voľa (in ungherese Alsószabados, in tedesco Jakobshau) è un comune della Slovacchia facente parte del distretto di Bardejov, nella regione di Prešov.

## Storia
Citato per la prima volta nel 1310 (con il nome di Vola) appartenne alla città di Bardejov.